# 明智城之戰
明智城之戰是天正2年（1574年）1-2月期間，因武田勝賴進攻織田家在美濃國的明智城所爆發的戰事，織田信長雖領兵來救，但明智城等數座城池遭到武田家攻陷。

## 背景
武田信玄在元龜3年（1572年）與織田信長、德川家康破盟後，發起西上作戰，出兵攻擊德川家的領地遠江國、三河國，並派遣家臣秋山信友攻打從屬於織田信長的東美濃遠山家，攻陷岩村城（岩村城之戰），武田信玄遂派遣秋山信友擔任岩村城城將，而織田信長為防備武田家後續的軍事行動，也聯合遠山家支族在岩村城週邊構建增築18座城砦。

## 戰況
天正2年1月27日時武田勝賴率軍進入東美濃的岩村城，與城將秋山信友會合，兵力達3萬8千，率先攻擊高山城的平井賴母，武田軍一口氣攻陷高山城後，進軍包圍織田方远山歴景鎮守的明智城。獲知武田軍來襲後，織田信長在2月1日動員美濃、尾張兩國的兵力出擊，織田軍總數達6萬。
在2月5日時織田信長、織田信忠父子出兵，於御嵩城布陣｡但在織田信長到達前，東美濃的串原城、苗木城、香野城、阿寺城、馬籠城、大井城、中津城、鶴居城、幸田城、瀨戶崎城、振田城、大羅城、千馱木城、妻木城、飯羽間城等遠山家支城已經遭到武田家攻擊，其中久須見城主加藤兵部不敵武田軍戰死，城池被拿下。為防備織田軍的來襲，武田勝賴讓家臣山縣昌景、大熊朝秀、朝比奈信置率6千人進駐鶴岡山監視。
翌6日，織田信長將陣地移往高野，利用當地的險峻山勢在隔日和武田軍交戰，織田、武田兩軍互相發起試探性的攻擊，但因為地勢太過險峻，行路不易，兩軍接觸後織田軍後撤，武田家臣山縣昌景奮起追擊數里，《武田三代軍記》更以織田信長戰敗來形容。
但在兩軍爆發大規模衝突前，明智城的飯羽間右衛門反叛投降武田軍，搦手門守將坂井越中守被殺，導致城池陷落，500守軍陣亡，因此織田信長認為持續作戰沒有意義，安排河尻秀隆在高野築城鎮守，命令池田恆興在小里築城鎮守，讓他們兩人負責對武田家的防備後，織田信長跟織田信忠就在2月24日領軍回歸岐阜城｡城主遠山一行、遠山利景從本丸脫出，逃到妻子娘家鈴木氏足助城。

## 戰後
織田信長跟武田勝賴在東美濃對峙交戰同時，跟織田信長、德川家康結盟的上杉謙信也在2月7日時進入上野沼田城，當月16日在武田家西上野的領地放火，所以武田勝賴在拿下明智城後，便領軍回歸信濃國，但因為天降大雪，所以各自撤退｡
武田勝賴在東美濃連佔多座城池，對織田家取勝的戰績傳開後，反信長一方士氣大振，將軍足利義昭甚至對九州島津家、四國河野家報捷。